# HMS Culloden (1747)
Pour les autres navires du même nom, voir HMS Culloden.
Le HMS Culloden est un vaisseau de ligne de troisième rang portant 74 canons de la Royal Navy britannique. Construit selon les dimensions prévues par les « propositions de 1741 » du 1719 Establishment aux chantiers navals de Deptford Dockyard, il est lancé le 9 septembre 1747. Ce vaisseau est le premier à porter ce nom, il est destiné à commémorer la bataille de Culloden, remportée sur les partisans jacobites l'année précédente.
Le Culloden est le premier vaisseau de 74 canons construit par les Britanniques depuis le HMS Edgar en 1668. Ses dimensions correspondent à celles définies pour un vaisseau de 80 canons, mais sa coque est percée avec davantage de bouches à canon sur ses ponts-batteries. Il s'agit également du plus petit vaisseau de 74 canons du XVIIIe siècle, et il ne fut pas considéré comme un bâtiment particulièrement réussi par ceux qui servirent à son bord.
Le HMS Culloden est finalement vendu le 29 juin 1770, après 23 années de service.

## Sources et bibliographie
- (en) Cet article est partiellement ou en totalité issu de l’article de Wikipédia en anglais intitulé « HMS Culloden (1747) » (voir la liste des auteurs).
- (en) James Joseph Colledge et Ben Warlow, Ships of the Royal Navy : The Complete Record of All Fighting Ships of the Royal Navy from the 15th century to the present, Londres, Chatham, 2006, 7e éd. (1re éd. 1969), XVIII-396 p., 24 cm (ISBN 978-1-86176-281-8, OCLC 67375475)
- Brian Lavery, The Ship of the Line - Volume 1: The development of the battlefleet 1650-1850, Conway Maritime Press, 2003,  (ISBN 0-85177-252-8).